# Ng Mui
Ng Mui (chino, 五梅大師; pinyin, Wǔ Méi Dà Shī; cantonés, Ng Mui Daai Si; siglo XVII) fue la creadora del wing chun, arte marcial surgido dentro de las artes del kung-fu.

## Biografía
Monja budista y maestra de artes marciales, a causa de la destrucción del monasterio de Shaolín por la dinastía Qing tuvo que huir, siendo una de los cinco ancianos legendarios que sobrevivieron, durante su vejez tuvo que cambiar el sistema de Shaolín por otro sistema más sencillo y fácil de utilizar, de ahí surgió el wing chun.
También es reconocida como la fundadora de las artes marciales Wǔ Méi Pài (estilo Ng Mui), Wing Chun, estilo Dragon, White Crane y Five-Pattern Hung Kuen.
Ha sido asociada con varios lugares, incluyendo el Templo Shaolin en Henan o Fujian, las Montañas Wudang en Hubei, el Monte Emei en Sichuan, un supuesto Templo de la Grulla Blanca, las Montañas Daliang en la frontera entre Sichuan y Yunnan, y ubicaciones adicionales en Guangxi y Guangdong. Según una historia popular, ella era la hija de un general Ming.
Después surgieron discípulos y practicantes tales como Yim Wing-chun, Ip Man, Ip Chun, Bruce Lee, Yuen Kay Shan, Sum Nung, William Cheung, Leung Ting, Donnie Yen, Ip Ching y Sibak Leung Bik.